# Jean-Michel Michaud
Jean-Michel Michaud (Sainte-Marie, 19 aprile 1975) è un ex calciatore francese martinicano, di ruolo centrocampista.

## Carriera

### Nazionale
Ha debuttato in Nazionale il 14 luglio 2003, in Stati Uniti-Martinica (0-2), subentrando a Patrick Percin al minuto 67. Ha partecipato, con la Nazionale, alla CONCACAF Gold Cup 2003. Ha collezionato in totale, con la maglia della Nazionale, 13 presenze.

## Palmarès

### Club

#### Competizioni nazionali
- Coppa della Martinica: 1

Samaritaine: 2016-2017